# Overlord: Raising Hell
Az Overlord: Raising Hell a hivatalos kiegészítője a 2007 júniusában megjelent, Overlord című akció-kalandjátéknak. A Raising Hell 2008. február 15-én vált elérhetővé Microsoft Windows és Xbox 360 platformokon. Az Overlord PlayStation 3 konzolra csak a Raising Hell keretein belül vált megvásárolhatóvá 2008 júniusában. A játék önállóan futtatható, hiszen a csomag az alapjátékot is tartalmazza.
A kiegészítő új cselekményszálat és pályákat, fegyvereket és ellenfeleket ad a játékhoz.

## Történet
A Raising Hell történetszála akkor válik elérhetővé, miután a játékos első főszörnnyel végezi. Ekkor megjelenik egy teleportáló kapu ami teleportál minket a pokolba. Mikor bekerültünk az Abyssba (szakadék) láthatjuk, hogy a világ az tulajdon képen megegyezik a fenti világgal csak rendesen eltorzítva. A feladatunk pedig az hogy a már korábban megölt hősök megsemmisítése és akkor a lelkük a semmi-be vész .Miután az összes hőst megöltük, megint, az a feladatunk hogy megszerezzünk az abyss stonokat amikkel a főellenség teleportját tudjuk majd megnyitni. Miután átküzdöttük magunkat az ellenségen egy szakadékhoz érünk ahol az udvari bolond éppen megidézi az elfeledett istent. Őt le kell győznünk. Miután legyőztük, a hely összeomlik. A teleportáló kapu összedől és mi az Infernal Abyss-ban ragadunk. Majd az Overlord megfordul és azt látjuk hogy az ellenség letérdel előttünk. Eközben a felszínen a  kegyencek minket siratnak majd megjelenik a vár úrnője terhesen majd Gnarl elmondja a kulcsmondatot: a gonoszság mindig utat tör magának. A második rész, az Overlord II története innen folytatódik.